# Це все Аґата
«Це все Аґа́та» (також «Аґа́та уве́сь час» або «Аґа́та: Усі́ ра́зом»; англ. Agatha All Along) — американський серіал, створений Джек Шефер для стрімінґового сервісу Disney+ і заснований на героїні Marvel Comics Аґаті Гаркнесс. Події серіалу розгортаються в Кіновсесвіті Marvel (КВМ), він безпосередньо пов'язаний з фільмами франшизи і є спінофом серіалу «ВандаВіжен» (2021). Шеффер виступила шоураннеркою і головною режисеркою.
Кетрін Ган повернулася до ролі Аґати Гаркнесс з «ВандаВіжен», а також Джо Локк, Дебра Джо Рапп, Обрі Плаза, Сашир Замата, Алі Ан, Оквуй Окпоквасілі, Петті Люпон, Еван Пітерс, Марія Дізія, Пол Адельштейн і Майлз Ґутьєррес-Райлі. Розробка почалася в жовтні 2021 року разом із Шеффер і Ган, а серіал офіційно анонсували наступного місяця. Шеффер, Рейчел Ґолдберґ і Ганджа Монтейро були призначені режисерками на початку 2023 року перед зйомками, які проходили з січня по травень 2023 року в Trilith Studios в Атланті, штат Джорджія, і в Лос-Анджелесі. Акторки та знімальна група повернулися з «ВандаВіжен», включаючи музичну команду серіалу. Кілька різних назв було оголошено для серіалу в рамках маркетингової кампанії, перш ніж у травні 2024 року було оголошено офіційну назву «Увесь час Аґата», яка посилається на однойменну пісню з «ВандаВіжен».
Прем'єра «Це все Аґата» відбулася на Disney+ 18 вересня 2024 року, а фінал серіалу відбувся 30 жовтня. Серіал є частиною п'ятої фази Кіновсесвіту Marvel. Він отримав позитивні відгуки від критиків, з похвалою за його продуктивність, гумор і гру акторів, особливо Кетрін Ган, Обрі Плази, Джо Локка та Люпон.

## Синопсис
Через три роки після того, як відьма Аґата Гаркнесс потрапила в пастку чарів Ванди в містечку Веств'ю, штат Нью-Джерсі, вона втікає з допомогою підлітка-гота, який хоче потрапити на випробування легендарної Відьомської дороги. Без її магічних здібностей Аґата та підліток формують новий ковен відьом, щоб пройти всі випробування Дороги відьом, аби отримати те чого вони бажають, одночасно борючись із деякими давніми ворогами Аґати, такими як Салемська сімка.

## У ролях

### Акторський склад
- Кетрін Ган — Аґата Гаркнесс / Аґнес О'Коннор: Могутня відьма, яка грала роль «Аґнес», «надокучливої сусідки» Ванди Максимової та Віжена у створеному ситкомі Ванди «ВандаВіжен». Аґата формує новий ковен відьом у серіалі після того, як втекла від чар і виявилася безсилою. Виконавчий продюсер Мері Ліванос описала Аґату як щиру та небезпечну, а також як людину, яка вижила, якій потрібно навчитися працювати в ковені, щоб відновити свою силу.
- Джо Локк — Біллі Максимов та Вільям Каплан[en]: «Фамільяр» із темним почуттям гумору, який діє як помічник ковену Аґати. Інші персонажі називають його «Підлітком», оскільки вони не можуть дізнатися його ім'я чи будь-яку ідентифікаційну інформацію про нього через «сигіл» — заклинання розміщене на ньому, аби приховати його ім'я. Локк описує персонажа як «дуже вдумливого й доброго», а також імпульсивного, пояснюючи, що це «мрія» його персонажа — приєднатися до ковену з Аґатою та подорожувати Дорогою відьом, називаючи його «фанатом» чаклунства та відьом. Пізніше виявилося, що цим персонажем є Вільям Каплан, єврейський підліток, який гине під час автомобільної аварії, і в чиє тіло вселяється душа сина Ванди та Віжена, Біллі Максимова, невдовзі після його «смерті» у фіналі «ВандаВіжен»; Біллі раніше зображував Джуліан Гілліард у «ВандаВіжен» і фільмі «Доктор Стрендж у мультивсесвіті божевілля» (2022). Локк працював з тим самим тренером з рухів Елізабет Олсен, у якого вона тренувалася під час своїх попередніх ролей у Кіновсесвіті Marvel як Ванда.
- Обрі Плаза — Смерть[en] / Ріо Відаль: Оригінальна Зелена відьма та колишня кохана Аґати, пізніше представлена як втілення смерти.
- Петті Люпон — Лілія Калдеру: 450-річна сицилійська відьма та учасниця ковену Аґати, яка відчуває час нелінійним способом і чия майстерність полягає у віщуванні. Хлоя Кемп грає юну Лілію.[3]
- Сашир Замата[en] — Дженніфер Кейл[en]: Чарівниця, яка не може використовувати свої сили та учасниця ковену Аґати, який є експертом зі зілля.
- Алі Ан[en] — Еліс: Учасниця ковену Аґати та колишня офіцерка поліції, яка є відьмою-захисницею. Сім'я Аліси була вбита прокляттям, яке передається через покоління.[4]
- Дебра Джо Рапп — Шерон Девіс: Мешканка Веств'ю, яку Аґата залучає до свого ковену, замінюючи необхідну «Зелену відьму». На її велике розчарування, її продовжують називати «місіс Гарт», персонажкою, яку вона була змушена грати в ситкомі «ВандаВіжен».
- Оквуй Окпоквасілі[en] — Вертіґо: учасниця Салемської сімки.
- Еван Пітерс — Ральф Бонер: Колишній житель Веств'ю, який тепер називається Рендалл, який раніше потрапив у пастку у вигаданому ситкомі «ВандаВіжен» і керувався Аґатою, щоб видати себе за брата-близнюка Ванди П'єтро Максимова.
- Марія Дізія[en] — Ребекка Каплан: мати Вільяма.
- Пол Адельштейн — Джефф Каплан: батько Вільяма.

Свої ролі з «ВандаВіжен» як мешканці Веств'ю, які імітують персонажів у реальності Аґати Аґнес з Веств'ю, повторюють Емма Колфілд у ролі Сари Проктор / «Дотті Джонс», Девід Пейтон у ролі Джона Коллінза / «Герб Фелтман», Девід Ленґел у ролі чоловіка Сари Гарольда Проктора / «Філ Джонс», Асіф Алі в ролі Абілаша Тандона / «Норм Джентилуччі» і Амос Ґлік в ролі рознощика піци / «Денніс Веббер», а Кейт Форбс також повторить роль матері Аґати — Еванори Гаркнесс.
Інші шість членів Салемської сімки, які з'являються в серіалі, включають українську акторку Марину Мазепу в ролі «Змії», Бетані Каррі в ролі «Ворони», Атену Перампл в ролі «Лисиці», Брітту Ґрант в ролі «Щура», Аліцію Вела-Бейлі в ролі «Сови» і Чау Наумову в ролі «Койота». Додаткові запрошені зірки включають: Елізабет Анвейс у ролі матері Аліси Лорни Ву, Лаура Боккалетті у ролі Маестри Лілії, Скотт Батлер у ролі лікаря, пов'язаного з минулим Джен, Джейд Куон у ролі демона з прокляття Ву та Абель Лисенко у ролі Ніколаса Скреча, сина Аґати. Ганна Лоутер, Тетра Ллойд Вайт, Генрієтта Зутому, Холлі Бонні та Кім Басс з'являються як відьми, які потрапили в пастку Аґати та Ніколаса в 1750-х роках.

## Епізоди
| № серії | Назва серії                                                                                                   | Режисер(и)      | Сценарист(и)                 | Оригінальна дата виходу |
| --- | --- | --------------- | ---------------------------- | ----------------------- |
| 1 | «Шукаєш ти шляху» «Seekest Thou the Road»                                                                     | Джек Шефер      | Джек Шефер                   | 18 вересня 2024         |
| Через три роки після поразки від Ванди Максимової у Веств’ю, штат Нью-Джерсі, відьма Аґата Гаркнесс потрапляє в пастку заклинання Ванди, вважаючи себе поліцейською детективкою Аґнес О’Коннор у кримінальному телесеріалі «Аґнес із Веств’ю», де вона зациклена у справі про вбивство Джейн Доу. Одного разу вночі до будинку Аґнес вривається підліток, шукаючи «Дорогу». Аґнес вважає, що він причетний до справи про вбивство, і заарештовує його. Ріо Відаль, агентка ФБР, приходить до Аґнес і допомагає їй згадати її справжню особистість і зрозуміти, що Джейн Доу, яку вона бачить, насправді є тілом Ванди. Звільнившись від закляття, Аґата розуміє, що її сили зникли, і що Ріо, друга відьма, з якою Аґата пов’язана в минулому, приходить, щоб убити її. Аґата переконує Ріо пощадити її, поки вона не поверне свої сили, але Ріо попереджає Аґату, що Салемська сімка незабаром прийде за нею. Після того, як Ріо йде, Аґата не знає, що робити з «підлітком», якого вона викрала, перебуваючи під впливом закляття Ванди. | |                 |                              |                         |
| 2 | «Коло, зіткане долею, відкрий свою потаємну браму» «Circle Sewn with Fate / Unlock Thy Hidden Gate»           | Джек Шефер      | Лора Донні                   | 18 вересня 2024         |
| Підліток розповідає, що він звільнив Аґату від закляття, і бажає знайти Відьмину дорогу, яка винагороджує будь-яку відьму, яка переживе випробування, тим, що вона найбільше бажає — у випадку Аґати — відновленням її сил. Аґата також розуміє, що магія заважає їй дізнатися будь-яку особисту інформацію про Підлітка, включаючи його ім'я. Потрібен ковен, щоб відкрити ворота до Дороги, пара долучає відьом Лілію Кальдеру, Дженніфер «Джен» Кейл та Алісу Ву-Ґуллівер, у всіх яких також є причини піти Дорогою. Потрібна «Зелена відьма», але не бажаючи вербувати Ріо, Аґата натомість звертається до Шерон Девіс, жительки Веств’ю, талановитої садівниці. Коли чотири відьми та Шерон виконують ритуал відкриття воріт на Дорогу, вони з Підлітком втікають крізь них, щоб уникнути сутички з Салемською сімкою. Потім група знімає взуття та вирушає Відьомською дорогою. | |                 |                              |                         |
| 3 | «Через багато миль хитрощів і випробувань» «Through Many Miles / Of Tricks and Trials»                        | Рейчел Ґолдберґ | Кемерон Сквайрс              | 25 вересня 2024         |
| Аґата пояснює, що для того, щоб досягти кінця Дороги, ковен має пройти випробування, зосереджені на різних гілках чаклунства. Вони також розуміють, що сигіл Підлітка не дозволяє будь-якій відьмі дізнатися його ім'я. На першому випробуванні ковен знаходить прибережний будинок із пляшкою вина, яку п'ють усі, окрім Підлітка. Джен наодинці попереджає Підлітка не довіряти Аґаті, яка, як то кажуть, обміняла свою дитину на Даркголд, і можливо він тепер слуга Мефісто. Таймер починає зворотний відлік, і Джен розуміє, що вино було отруєне, коли Шерон втрачає свідомість. Коли вони збирають інгредієнти для створення протиотрути, відьми бачать галюцинації: Лілія бачить себе в молодості та свого маестра з епохи Відродження, Джен бачить лікаря, що змушує її пірнути під воду, Еліс бачить свою матір Лорну Ву, яка збирається вчинити самогубство, а Аґата бачить дитячу колиску із Даркголдом. Коли вони готують протиотруту, будинок іде під воду. За кілька секунд до кінця вони випивають протиотруту. Вода ллється, але в печі з'являється тунель, і ковен тікає через нього назад на Дорогу. Коли вони приходять до тями, Підліток виявляє, що Шерон мертва.                                                  | |                 |                              |                         |
| 4 | «Якщо не можу до тебе достукатися, хай моя пісня тебе навчить» «If I Can't Reach You / Let My Song Teach You» | Рейчел Ґолдберґ | Джованна Саркіс              | 2 жовтня 2024           |
| Поховавши Шерон, ковен змушений викликати заміну зеленій відьмі. Ріо з'являється з могили Шерон, на превелике роздратування Аґати ковен стикається з будинком у стилі 1970-х років, який викликає нові почуття скорботи в Еліс, оскільки виявляється, що там є звукозапис її мами. Коли Ріо грайливо пропонує Аґаті зрадити інших, що підслуховують усі, Підліток випадково програє запис у зворотному напрямку, викликаючи демона, який є джерелом прокляття в сім'ї Еліс. Ковен вбиває демона. Коли ковен виходить із дому, вони помічають, що Підліток був тяжко поранений під час випробування. Повернувшись на дорогу, Джен вдається залікувати його рану, рятуючи йому життя. Пізніше, коли Аґата намагається поцілувати Ріо, вона каже Аґаті, що Підліток не її. син. | |                 |                              |                         |
| 5 | «Найтемніша година / Пробуди свою силу» «Darkest Hour / Wake Thy Power»                                       | Рейчел Ґолдберґ | Лора Монті                   | 9 жовтня 2024           |
| Салемська сімка прибуває на Дорогу і переслідує ковен, який тікає від них за допомогою саморобних літаючих мітел. Після того, як їх знову затягує дорога, вони потрапляють на наступне випробування, яке приймає форму кабіни з естетикою 1980-х років. Група використовує дошку віджі та встановлює зв’язок з матір’ю Аґати Еванорою, яку вбила її донька в 1693 році разом із її попереднім ковеном, як виявилося, матерями Сімки. Наказавши ковену залишити Аґату, Еванора захоплює її та атакує групу. Еліс використовує свої сили, щоб вигнати Еванору з Аґати, яка починає поглинати магію Еліс. Підліток, помітивши присутність іншого духа, зупиняє Аґату, вигукуючи його ім’я: син Аґати Ніколас Скретч просить маму запинитися, але не раніше, ніж Еліс помирає. Аґата наполягає на тому, що це було випадково, але Підліток накидається на неї, а також на Лілію та Джен, які стверджують, що їхні цілі такі ж, як в Аґати. Аґата висміює Підлітка, заявляючи, що він такий самий, як його мати; розгніваний, він магічним чином змушує Лілію та Джен кинути Аґату в грязьову пастку, а потім кидає їх туди також. Коли відьми тонуть, на голові Підлітка з'являється головний убір, схожий на головний убір Багряної відьми. | |                 |                              |                         |
| 6 | «Знайомі поруч» «Familiar by Thy Side»                                                                        | Ганджа Монтейро | Джейсон Ростовський          | 16 жовтня 2024          |
| У спогадах Вільям Каплан, підліток з Іств’ю, святкує свою бар-міцву, де він зустрічає Лілію. Прочитавши його долоні те, вона не розкриває, що побачила і робить сигіл на Вільяма, щоб захистити його, миттєво забуваючи його особу. Вечірка закінчується, коли гекс, створений неподалік Вандою, починає зменшуватися. Проїжджаючи повз Веств'ю, Вільям гине в автокатастрофі, але в цей момент душа Біллі Максимова проникає в тіло Вільяма, воскрешаючи його. "Вільям" намагається звикнути після аварії через свою новознайдену здатність читати думки та відсутність пам'яті про своє попереднє життя. Через три роки Вільям і його хлопець Едді зустрічаються з Ральфом Бонером, яким раніше керувала Аґата в гексі. Він розповідає їм про те, що там сталося, і про близнюків Ванди та Віжена Біллі та Томмі, змушуючи Вільяма зрозуміти, що він насправді перший. Вирішивши скористатися Відьминою дорогою, щоб знайти Томмі, Біллі йде до Аґати та руйнує заклинання Ванди. У сьогоденні Аґата рятується від багнюки і, усвідомлюючи, що сигіл знищено, виводить мету Біллі та каже йому, що вони повинні продовжувати разом, оскільки він не може контролювати свою силу.                                                       | |                 |                              |                         |
| 7 | «Рука смерті в моїй руці» «Death's Hand in Mine»                                                              | Джек Шефер      | Джіа Кінґ та Кемерон Сквайрз | 23 жовтня 2024          |
| Аґата та Біллі продовжують шлях, перш ніж натрапити на замок. Увійшовши, вони одягнені в костюми персонажів відьом із популярної культури та отримають карти таро. Якщо вони не розмістять належні карти в правильній послідовності, мечі, що звисають зі стелі, падають на них. Флешбеки з першого уроку віщування Лілії показують, що вона переживала своє життя не в порядку, пояснюючи її провали в пам’яті та когнітивні здібності. Провалившись у багнюку, Лілія виявляє, що Ріо є уособленням Смерті (те, що знала Аґата), яка передвіщає, що її час настане. Вона пробуджує Джен, і, уникнувши Салемської сімки, вони вирушають через тунелі, возз’єднуючись з Аґатою та Біллі. Знаючи, що випробування належить їй, Лілія розставляє картки в належному порядку, зберігаючи їх усі. Спонукаючи всіх тікати через вихід, Лілія вирішує залишитися позаду, коли Салемська сімка наближається. Вона перевертає одну з карт, у результаті чого вся кімната перевертається та пронизує Сімку та себе на мечах. В останній сцені юна Лілія радісно відвідує свій перший урок пророкування. | |                 |                              |                         |
| 8 | «Іди за мною, мій друже, до слави наприкінці» «Follow Me My Friend / To Glory at the End»                     | Ганджа Монтейро | Пітер Кемерон                | 30 жовтня 2024          |
| Провівши дух Еліс в потойбічне життя, Ріо зустрічає Аґату і погоджується залишити її в спокої в обмін на Біллі, який порушив космічну рівновагу, отримавши друге життя. Біллі та Джен знову приєднуються до Аґати в кінці Дороги, виявляючи, що це коло. Біллі знову взувається, і троє потрапляють до версії підвалу Аґати з освітленням, яке повільно гасне. Джен дізнається, що Аґата – це та, хто зв’язала її магію, і виконує незв’язуючий ритуал, відновлюючи свої здібності та зникаючи, отримавши те, що їй було потрібно з Дороги. Аґата допомагає Біллі знайти душу Томмі, а Біллі поміщає її в тіло потопаючого хлопчика. Біллі також зникає, і за допомогою насіння зі свого медальйона Аґата вирощує квітку в тріщині на підлозі, завершуючи випробування, проте свої сили вона не повертає. Вона тікає на задній двір, де на неї нападає Ріо. Біллі втручається і дає Аґаті частину своєї сили, але Ріо наказує їм вибрати, хто піде з нею. Спочатку вагаючись, Аґата цілує Ріо і помирає. Ріо залишається біля могили Аґати, а Біллі повертається додому. Увійшовши до своєї спальні, він розуміє, що багато об’єктів у ній відповідають аспектам Дороги, і чує позаду сміх Аґати.                                        | |                 |                              |                         |
| 9 | «Діва Мати Стара» «Maiden Mother Crone»                                                                       | Ганджа Монтейро | Джек Шефер та Лора Донні     | 30 жовтня 2024          |
| У 1750 році Аґата народжує Ніколаса. Здається, Смерть хоче забрати дитину, але на благання Аґати вона поступається, попереджаючи, що зрештою вона забере його. Наступні шість років Аґата проводить, виховуючи сина, вбиваючи відьом, проти яких Ніколас починає опиратися. Разом вони створюють дитячу пісню, яка згодом стане «Баладою про відьомську дорогу» та заживе окремим життям. Згодом Ніколас хворіє, і Смерть забирає його, спустошивши Аґату. Нічого не тримаючи, Аґата проводить століття, вбиваючи відьом і викрадаючи їхні сили, обманюючи їх обіцянкою Дороги. У сьогоденні Аґата, тепер привид, каже Біллі, що завдяки своїй магії він зробив реальністю раніше неіснуючу Дорогу. Біллі звинувачує себе у смерті Лілії, Еліс і Шерон, але Аґата відповідає, що вона вже планувала їх убити і що Джен все ще жива. Біллі повертається до Веств'ю і намагається вигнати Аґату зі світу живих. Вона чинить опір, боячись зіткнутися з Ніколасом у потойбіччі. Біллі поступився і дозволив Аґаті супроводжувати його. Заблокувавши вхід на Дорогу та записавши імена загиблих, Біллі та Аґата вирушили на пошуки Томмі. | |                 |                              |                         |

## Виробництво

### Розробка
У серпні 2019 року на заході Disney D23, що проходить раз на два роки, Кетрін Ган була представлена як виконавиця ролі Аґнес, сусідки Ванди Максимової і Віжена в серіалі Marvel Studios і Disney+ «ВандаВіжен» (2021). Сьомий епізод серіалу розкрив, що Аґнес насправді є відьмою Аґатою Гаркнесс, персонажем Marvel Comics. У травні 2021 року головний сценарист «ВандаВіжен» Джек Шефер підписала трирічний контракт із Marvel Studios на розробку додаткових проєктів студії для стрімінг-сервісу Disney+. У жовтні було розкрито, що на ранній стадії розробки знаходиться серіальний спін-офф «ВандаВіжен» у жанрі чорної комедії, присвячений Аґаті Гаркнесс, а Шефер виступить як сценарист і виконавчий продюсер проєкту. Участь самої Кетрін Ган стала частиною більшої угоди актриси з Marvel Studios, за якою Ган з'явиться за участю Аґати у кількох серіалах та фільмах КВМ.
Під час заходу Disney+ Day у листопаді 2021 року серіал було офіційно анонсовано. З'ясувалося, що Шеффер буде режисеркою епізодів серіалу роком пізніше, а Ганджа Монтейро стала іншим режисеркою у грудні 2022 року разом із Рейчел Голдберг у січні 2023 року. Кожна став режисеркою трьох епізодів серіалу. До жовтня 2023 року Marvel Studios змінила свій підхід до серіалів, найнявши більш традиційних шоураннерів замість головних сценаристів; Шеффер була визнана шоураннером серіалу до липня 2024 року. Бред Віндербаум, голова відділу потокової передачі, телебачення та анімації Marvel Studios, сказав, що цей проєкт став найменш дорогим серіалом студії, коштуючи менше 40 млн доларів, і він пояснив це через використанням у серіалі практичних ефектів, а не комп'ютерних. Файґі, Луїс Д'Еспозіто, Віндербаум і Мері Ліванос із Marvel Studios також виступили виконавчими продюсерами. Серіал вийшов під лейблом Marvel Studios «Marvel Television». Актриса Дебра Джо Рапп описала спін-офф як другий сезон «ВандаВіжен» у сенсі антології, подібний до різних сезонів телесеріалу «Американська історія жахів» (2011–тепер). «Це все Аґата» має стати другою в трилогії серіалів, яка включає «ВандаВіжен» і «Квест Віжена» (2026).

#### Назва
Серіал спочатку був оголошений під назвою «Аґата: Дім Гаркнесс», але був перейменований на «Аґата: Ковен Хаосу» до липня 2022 року. Як стало відомо, у вересні 2023 року серіал було перейменовано ще раз, цього разу на «Аґата: Щоденники Даркголду». Раніше в травні 2023 року актриса Обрі Плаза опублікувала фотографію режисерського крісла з такою назвою, шрифтом якого було використано для фільму Disney «Щоденники принцеси» (2001). Адам Б. Варі з Variety повідомив, що численні зміни назви не були спричинені нерішучістю Marvel Studios, а є кампанією, і він сказав, що можливо, що серіал буде називатися просто «Аґата»; саме так серіал був названий у заявці на перший епізод до Бюро захисту авторських прав США, а також на офіційному веб-сайті Disney+.
У травні 2024 року Marvel Studios випустила новий логотип у Twitter під назвою «Аґата: брехлива відьма з чудовим гардеробом», але незабаром видалила цей пост. Жермен Люсьє з Gizmodo вважав, що це міг бути жартом чи помилкою, і зазначив, що йдеться про роман К. С. Льюїса «Лев, Біла Відьма та шафа» (1950). Він вважав, що це «найгірша назва в групі», незважаючи на точність персонажа, і сумнівався, чому серіал отримав так багато публічно оголошених назв під час розробки. Він вважав, що найкращим вибором буде «Це все Аґата», маючи на увазі однойменну «тематичну пісню», яку використали, коли Аґату було розкрито як лиходійку у «ВандаВіжен». Наступного дня Дісней оголосив під час попередньої презентації, що офіційна назва — «Це все Аґата» і опублікував відео, яке показує, що зміна назв була «спланована [Аґатою] як спосіб поспілкуватися з фанатами Marvel». Шеффер і авторки придумали різні назви. Ліваносу подобалося випускати «все божевільніші й божевільніші» назви протягом усього маркетингового трюку, і він вважав, що це підходить для Аґати.

### Сценарій
Автори «ВандаВіжен» Пітер Кемерон, Кемерон Сквайрс, Лора Донні та Меґан Макдоннелл працювали над написанням сценаріїв до епізодів, до них приєдналися Лора Монті, Джованна Саркіс та Джейсон Ростовський.

### Кастинг
Після анонсу про розробку серіалу у жовтні 2021 року очікувалося повернення Кетрін Ган до своєї ролі з «ВандаВіжен», що було підтверджено у листопаді офіційною заявою студії. У жовтні Емма Коулфілд Форд оголосила, що повторить виконану їй у «ВандаВіжен» (2021) роль Сари Проктор / «Дотті Джонс». У листопаді Джо Лок, Обрі Плаза, Елі Ан, Марія Діззія та Сашир Замата приєдналися до акторського складу. Лок зіграв Біллі Максимова / Вільяма Каплана, головного чоловічого персонажа, якого видання Deadline Hollywood описало як «підлітка-гея з похмурим почуттям гумору», Плаза виконала роль лиходійки на ім'я Ріо Відаль, оригінального персонажа, придуманого спеціально для серіалу, Ан і Диззія — ролі відьом, а у Замати роль чаклунки Дженніфер Кейл. Наступного місяця Петті Люпон приєдналася до акторського складу за участю Лілії Кальдера.
У січні 2023 року було оголошено, що Дебра Джо Рапп, Девід Пейтон, Девід Ленгель, Асіф Алі, Амос Глік, Браян Брайтман і Кейт Форбс повторять свої ролі Шерон Девіс / «місіс Гарт», Джона Коллінза / «Герба», Гароль «Філа Джонса», Абілаша Тандона / «Норма», рознощика піци «Денніса», шерифа з Іств'ю та мати Аґати Еванори Гаркнесс відповідно, виконані ними у «ВандаВіжен». Також до акторського складу приєдналися Майлз Ґутьєррес-Райлі, який зіграв хлопця Біллі, та Оквуй Окпоквасілі.

### Дизайн
Дизайнером костюмів став Деніел Селон, який раніше працював асистентом дизайнера костюмів для «ВандаВіжен», а також для фільмів «Доктор Стрендж у мультивсесвіті божевілля» (2022) та «Тор: Любов і грім» (2022), а художником-постановником — Джон Коллінз.

### Фільмування
Основні зйомки розпочалися 17 січня 2023 року в Атланті на студії Trilith Studios в Атланті, Шеффері, Монтейрі та Голдберзі виступлять режисерами кількох епізодів. Калеб Хейманн та Джон Чела виступили операторами. Зйомки проходили під робочою назвою «Моя краса». До лютого 2023 року в Лос-Анджелесі проходили зйомки за участю Рапп, після чого знімальна група на два місяці переїхала до Атланти. Очікувалося, що страйк Гільдії сценаристів США, що почався в травні 2023 року, не вплине на виробництво «Ковена хаосу». Проте передбачалося, що Marvel Studios зніматиме весь матеріал, який зможе під час основних зйомок, а поправки вноситимуться вже на етапі перезйомок серіалу. Знімальний процес завершився до 28 травня.

### Пост-продакшн
Джеймі Ґросс, Ліббі Куенін, Дейн Р. Наймі та Девід Іган виступають редакторами серії.

### Візуальні ефекти
Келлі Порт працювала керівницею візуальних ефектів для серіалу, а Digital Domain забезпечувала візуальні ефекти.

### Музика
У січні 2023 року Ган натякнула на те, що в серіалі будуть представлені оригінальні пісні на кшталт тих, що зустрічалися у «ВандаВіжені», зокрема подібних до «Увесь час Аґата». У березні 2023 року офіційно було оголошено, що композитором серіалу став Крістоф Бек, який написав музику до «ВандаВіжен» та інших проєктів КВМ. Наступного місяця було оголошено, що автори пісень до «ВандаВіжен» Крістен Андерсон-Лопез та Роберт Лопез написали для серіалу пісні. У деяких із них головною вокалісткою виступає Ган, а Люпон та інші відьми є бек-вокалістками.

## Випуск
Прем'єра серіалу «Це все Аґата» відбулася на стрімінґ-сервісі Disney+, коли вийшли перші два епізоди 18 вересня 2024 року, наступні епізоди виходили по одному щотижня, а потім завершилися 30 жовтня двома останніми епізодами. Серіал складається з дев'яти епізодів, вихід яких збігається з сезоном Геловіну. Раніше очікувалося, що серіал дебютує наприкінці 2023 року. Серіал є частиною п'ятої фази Кіновсесвіту Marvel.

### Рекламна кампанія
Перший погляд на серіал було включено до бонусних функцій фізичного домашнього носія «ВандаВіжен», який було випущено наприкінці листопада 2023 року. Ган, Локк і Люпон рекламували серіал на попередній презентації Disney у травні 2024 року, де було оголошено дату випуску й офіційну назву, а також було показано перший трейлер. Оголошення назви супроводжувалося відео, яке було опубліковано в Інтернеті, яке показує прогрес оголошених назв для серіалу, що веде до офіційної назви «Це все Аґата».
Тизер-трейлер вийшов в мережу 8 липня 2024 року. Мікаела Зі з Variety зазначила, як він циклічно перерізав різні жанри, перший з яких представив Аґату як детектива в «таємничому вбивстві, звареному круто». Чарльз Пулліам-Мур з The Verge вважає, що трейлер дає «обіцяючий поворот жахів» і вказує, що серіал був темнішим і більш «орієнтованим на жахи», ніж інші проєкти Marvel. Дженніфер Уелетт з Ars Technica написала, що серіал виглядає як «багато темних, моторошних веселощів» і ідеально підходить для випуску в сезон Геловіну. Пишучи для Kotaku, Зак Цвізен сказав, що тизер «обіцяє моторошний, веселий і дикий час» для серіалу. Його особливо цікавив зв'язок Ріо з Аґатою, і він був у захваті від «відьомського, моторошного, моторошного шоу» на Геловін. Через два дні після виходу тизера Ган, яка була гостем ведучого нічного ток-шоу Джиммі Кіммел наживо! , завершила свій вступний монолог піснею.
Файґі рекламував серіал на конгресі Disney D23 у серпні 2024 року разом із Лопез та членами акторського складу. Остання виконала пісню «The Ballad of the Witches Road» на панелі, де також дебютував офіційний трейлер серіалу. Ніна Старнер з /Film високо оцінила костюми, акторський склад і музику, представлені в трейлері. Нік Романо з Entertainment Weekly порівняв тон трейлера з фільмом «Чарівник країни Оз» (1939), зокрема Аґату та Лілію, які відповідно нагадують Злу Відьму із Заходу та Ґлінду з цього фільму.

## Сприйняття

### Глядацька авдиторія
Disney оголосив, що «Це все Аґата» зібрала 9,3 мільйона переглядів у всьому світі за перші сім днів трансляції. За тиждень прем'єри серіал також зібрав понад 9,8 мільйонів глядачів. У той період воно стало телешоу № 1 на Disney+. Фірма потокової аналітики FlixPatrol, яка відстежує щоденні оновлення діаграм VOD по всьому світу, повідомила, що серіал увійшов до 10 найкращих у 56 країнах і територіях станом на 2 жовтня. Бред Віндербаум, голова відділу потокової передачі Marvel Studios, зазначив, що це досягло найвищого рівня утримання авдиторії з усіх серіалів Marvel на сьогоднішній день. Залученість шанувальників у соціальних мережах також була помітно високою, їх ентузіазм можна порівняти з другим сезоном «Локі».
Агрегатор потокового передавання Reelgood, який відстежує дані в режимі реального часу від 20 мільйонів користувачів у США для оригінальних і придбаних потокових програм і фільмів у службах відео на вимогу (SVOD) і відео на вимогу з рекламою (AVOD), оголосив, що «Це все Аґата» був другим за кількістю трансляцій серіалом у США протягом тижня, починаючи з 19 вересня. Компанія Nielsen Media Research, яка фіксує кількість глядачів потокового перегляду на телеекранах США, підрахувала, що з 16 по 22 вересня серіал переглянули 426 мільйонів хвилин. Згодом він зібрав 365 мільйонів хвилин перегляду з 23 по 29 вересня. JustWatch, путівник із потокового вмісту з доступом до даних понад 40 мільйонів користувачів у всьому світі, повідомив, що він входить до десятки серіалів, які найчастіше транслюються в США з 16 вересня по 3 листопада.
Компанія TVision, яка використовує свій рейтинг TVision Power Score для оцінки ефективності програм CTV, враховуючи глядацьку авдиторію та залученість у понад 1000 додатків і враховуючи чотири ключові показники — час уваги глядача, загальний час програми, доступний для сезону, охоплення програми та охоплення додатка, підрахувало, що «Це все Аґата» була найпопулярнішим шоу з 16 по 29 вересня. З 30 вересня по 20 жовтня серіал залишався в п'ятірці найбільш популярних шоу. Whip Media, яка відстежує дані про глядачів понад 25 мільйонів користувачів програми TV Time у всьому світі, показала, що це був другий за кількістю трансляцій оригінальний серіал у США з 22 вересня по 6 жовтня. Згодом він піднявся на перше місце з 13 по 27 жовтня.
Disney+, який розраховує свій список «Топ-10», враховуючи щоденні перегляди епізодів і фільмів разом із зростаючою популярністю нещодавно випущених ігор, оголосила, що «Це все Аґата» була другою за популярністю назвою в США 30 жовтня. Пізніше Disney повідомив, що сьомий епізод шоу набрав 4,2 мільйона переглядів у всьому світі протягом першого дня трансляції, що на 35 % більше, ніж у прем'єри серіалу. Восьмий епізод зібрав 4,6 мільйона переглядів на Disney+ протягом першого дня, що майже на 10 % більше, ніж у сьомого епізоду. Фінал серіалу, прем'єра якого відбулася того ж вечора, зібрав 3,9 мільйона переглядів у перший день. Порівняно з 3,1 мільйонами переглядів прем'єрного епізоду, восьмий епізод показав зростання на 48 %, а дев'ятий — на 26 %.

### Оцінки критиків
Серіал отримав рейтинг схвалення 83 % на агрегаторі рецензій Rotten Tomatoes на основі 193 рецензій критиків із середнім рейтингом 7,20/10. Консенсус критиків веб-сайту говорить: «У цьому спін-офф Кіновсесвіту Marvel Кетрін Ган підтримує ціла команда акторів, що запам'ятовуються, створюють свій власний неповторний стиль». Metacritic, який використовує середньозважену оцінку, дав серії оцінку 66 зі 100 на основі 32 критиків, вказуючи на «загалом схвальні» відгуки.

## Документальний випуск
У лютому 2021 року був анонсований документальний цикл Marvel Studios: Загальний збір. 13 листопада 2024 року на YouTube-каналі Marvel Entertainment було випущено спеціальний ролик про цей серіал, «The Making of Agatha All Along».